# Panaria-Fiordo/2003
Deze pagina geeft een overzicht van de Panaria-Fiordo-wielerploeg in 2003.

## Algemene gegevens
Sponsors: Panaria, Fiordo
Algemeen manager: Roberto Reverberi
Ploegleider: Bruno Reverberi, Renato Brugaglia
Fietsmerk: Battaglin

## Renners
| Naam                      | Geboortedatum | Nationaliteit | Ploeg 2002            |
| ------------------------- | ------------- | ------------- | --------------------- |
| Claudio Bartoli           | 11-10-1979    | Italië        |                       |
| Guillermo Rubén Bongiorno | 29-07-1978    | Argentinië    | Neo                   |
| Alejandro Borrajo         | 24-04-1980    | Argentinië    | Neo (vanaf 16-04)     |
| Graeme Brown              | 09-04-1979    | Australië     |                       |
| Marco Bui                 | 17-10-1977    | Italië        | Stagiair, Rainer-Wurz |
| Scott Davis               | 22-04-1979    | Australië     | Ex-prof               |
| Giuliano Figueras         | 24-01-1976    | Italië        |                       |
| Fabio Gilioli             | 02-12-1979    | Italië        |                       |
| Brett Lancaster           | 15-11-1979    | Australië     | iTeamNova.com         |
| Paolo Lanfranchi          | 25-07-1968    | Italië        | Index Alexia          |
| Serhij Matvjejev          | 29-01-1975    | Oekraïne      |                       |
| Luca Mazzanti             | 04-02-1974    | Italië        | Mercatone Uno         |
| Pasquale Muto             | 24-05-1980    | Italië        | Stagiair              |
| Julio Alberto Pérez       | 30-07-1977    | Mexico        |                       |
| Filippo Perfetto          | 26-01-1976    | Italië        |                       |
| Paolo Tiralongo           | 08-07-1977    | Italië        | Fassa Bortolo         |

## Belangrijke overwinningen
| Tour Down Under 6e etappe: Graeme Brown Ronde van Langkawi 5e etappe: Graeme Brown 7e etappe: Graeme Brown 10e etappe: Guillermo Rubén Bongiorno GP Chiasso Winnaar: Giuliano Figueras Internationale Wielerweek 4e etappe: Luca Mazzanti Wielerweek van Lombardije 2e etappe: Julio Alberto Pérez Eindklassement: Julio Alberto Pérez Nationale kampioenschappen wielrennen Oekraïne - tijdrit: Serhij Matvjejev |

2000 · 2001 · 2002 · 2003 · 2004 · 2005 · 2006 · 2007 · 2008 · 2009 · 2010 · 2011 · 2012 · 2013 · 2014 · 2015 · 2016 · 2017 · 2018 · 2019 · 2020 · 2021 · 2022 · 2023 · 2024 · 2025